# Thu Thủy (ca sĩ)
Nguyễn Thu Thủy (sinh ngày 3 tháng 1 năm 1984), thường được biết đến với nghệ danh Thu Thủy, là một nữ ca sĩ, nhạc sĩ sáng tác bài hát, người mẫu kiêm diễn viên người Việt Nam.

## Tiểu sử và sự nghiệp

### Năm 1988 - 1999: Tiểu sử và sự nghiệp ban đầu
Thu Thủy sinh ngày 3 tháng 1 năm 1984 tại thành phố Hồ Chí Minh. Từ khi còn bé, Thu Thủy đã quen mặt với khán giả thiếu nhi khi đã tham gia sinh hoạt trong Đội ca Nhà thiếu nhi thành phố Hồ Chí Minh cùng thời với những tên tuổi Ngọc Linh - Diễm Quyên, các thành viên khác trong nhóm Mây Trắng và Mắt Ngọc. Thu Thủy trở lên 4 tuổi rưỡi, mẹ đăng kí cho cô vào thi hát, ngay lần thi đầu tiên tôi đã đậu vào đội ca Nhà Thiếu nhi Thành phố. Không chỉ học hát, mẹ còn cho tôi học nhảy (biểu diễn cùng anh hai), học múa ba lê, vẽ, đàn piano, kí xướng âm...Thu Thủy lên 6 tuổi rưỡi vào tuyển câu lạc bộ người mẫu của Nhà văn hoá Thanh Niên và trở thành gương mặt người mẫu nhí được yêu thích, từ đó liên tiếp được tung trên sàn catwalk. Những bài hát mà các bạn đồng trang lứa phải ngân nga khi tôi là "ca sĩ nhí" là: Vườn cây của ba, Chú heo lười, Cô bé bán sữa, Con công hay múa, Về biển...Tôi may mắn được sang Thái Lan biểu diễn cùng ngôi sao Michael Jackson. Năm đó chị Ngọc Linh được hát chung với chú ấy, còn tôi thì chỉ đứng hát bè phía sau. Nhưng dù chỉ là nhóm hát bè, cô đã biểu diễn trên sân khấu và Đội ca nhà Thiếu nhi Hồ Chí Minh phối hợp thực hiện.

### Năm 2000 - 2005: Thành công với Mây Trắng và H.A.T
Người có ảnh hưởng lớn trong sự nghiệp: nhóm Mây Trắng, đó là những người bạn đã cùng nhau bước vào nghề và trưởng thành. Thu Thủy là cựu thành viên của nhóm nhạc Mây Trắng và H.A.T. Khi nhắc đến Thu Thủy, khán giả yêu nhạc không còn xa lạ lắm với cô gái dễ thương, xinh xắn này. Thu Thủy gia nhập thành viên đầu tiên của nhóm Mây Trắng từ năm 2000. Đến từ tháng 11 năm 2002, Tuy nhiên cô đã rời nhóm để theo thành lập vào đầu quân về Công ty Thế giới Giải trí trong vai trò ca sĩ độc lập. Năm 2003, Thu Thủy song ca với Ưng Hoàng Phúc trong bài hát "Mỗi người một nơi" do phát hành album Người ta nói... Thà một lần đau (Vol.2). Cô tiếp tục thu âm bài hát là "Trở về" cùng ca sĩ Ưng Hoàng Phúc, còn thêm 2 ca khúc đầu tiên là Em yêu mà anh đâu có hay và Căn phòng thinh lặng trong xuất hiện liên tục trên các chương trình Giai điệu tình yêu.
Sau đó, Công ty Thế giới Giải Trí đào tạo gồm 3 thành viên là Thu Thủy, Quỳnh Anh (nhóm Sắc màu Hà Nội) và Lương Bích Hữu thành lập nhóm nhạc thần tượng nữ mới mang tên là H.A.T từ năm 2004. Đến tháng 2 năm 2004, nhóm H.A.T xuất hiện trên sóng truyền hình lần đầu tiên trong chương trình Giai điệu tình yêu với màn trình diễn ca khúc "Dù anh sẽ không là người em yêu" cùng ca sĩ Ưng Hoàng Phúc. Nhóm H.A.T đón nhận được rất nhiều tình cảm từ phía khán giả. Trong thời gian ngắn chỉ vòng 8 tháng có hoạt động, Thu Thủy tuyên bố rời khỏi nhóm. Bắt đầu từ tháng 3 năm 2005, sau khi rời khỏi Công ty Thế giới Giải Trí một cách khá thầm lặng, Thu Thủy chính thức trở thành ca sĩ độc lập. Vừa đi học, vừa đi hát, Thu Thủy biết rằng mình sẽ gặp rất nhiều khó khăn. Nhưng cô còn có mẹ là trợ thủ đắc lực luôn bên cạnh lo lắng. Bên cạnh đó, Thu Thủy nhận được những tình cảm của khán giả vẫn dành cho mình. Thu Thủy được mệnh danh là nàng công chúa của thế giới V-Pop. Candy là tên thân mật là các fan hâm mộ đã đặt cho Thu Thủy và hình tượng là Thu Thủy đang theo đuổi, Thu Thủy hy vọng sẽ luôn là 1 viên kẹo ngọt ngào trong lòng những fan hâm mộ.

### Năm 2005 - 2012: Phát triển sự nghiệp ca sĩ
Năm 2005, Thu Thủy cũng đã hợp tác với sự góp mặt như rapper Nguyễn Hoàng Duy trong bài hát "Mong Anh Quay Về", cô tiếp tục thu âm trong 2 bài hát là "Dù Anh Đã Xa" và "Anh Tin Mình Đã Cho Nhau Một Kỷ Niệm" cùng ca sỹ Lương Bằng Quang xuất hiện lần đầu tiên trên các chương trình Thế giới Vpop, Alo Ngôi Sao. Tháng 11 năm 2005, Thu Thủy đã chính thức được ra mắt đầu tiên trong video âm nhạc " Giấc Mơ Mùa Xuân" do có 3 đĩa đơn của Album được phát hành gồm: VCD Giấc Mơ Mùa Xuân, Mùa Xuân Yêu, Xuân có anh và em.
Tháng 3 năm 2006, Cô bắt đầu hoạt động với tư cách ca sĩ solo bằng việc được phát hành Album đầu tay "Con Đường Tôi Đi " trong khi chính thức là nữ ca sĩ độc lập.
Tháng 12 năm 2007, Thu Thủy đã phát hành Album Vol.2 Candy - Viên Kẹo Mới, cùng với album này Thủy đã đạt được giải thưởng Album Vàng do khán giả bình chọn và 1 trong Top 15 Album Vàng 2008.
Tháng 11 năm 2008, phát hành Album Vol.3 Candy 180, mang hình ảnh một candy Thu Thủy thật trẻ trung và hiện đại đến với khán giả.
Tháng 8 năm 2009, Đêm ca nhạc tổ chức sẽ thành công minishow mang tên Candy Summer Show có mặt 4 khách mời là A2 Lam Trường, Quang Vinh, Ngô Kiến Huy và nhóm Mây Trắng tại MTV Bar. Phát hành album Candy Summer Songs.
Tháng 4 năm 2010, Cô phát hành Album online Sorry My Baby. Sau đó vẫn tiếp tục cho ra đời Album Vol.4 Microphone.
Tháng 10 năm 2011, Cô tiếp tục phát hành ra mắt single Riêng mình tôi đánh dấu sự thay đổi hoàn toàn về phong cách âm nhạc cũng như hình ảnh của mình. Single lần này chỉ có 2 ca khúc của nhạc sĩ Lưu Thiên Hương là Riêng mình tôi và Người đang yêu.
Tháng 6 năm 2012, sau một năm vắng bóng, Thu Thủy quay trở lại thị trường âm nhạc với album vol.5 Đến khi nào quên. Cô cũng dự định thực hiện một mini liveshow dành tặng khán giả.

### Năm 2013 - nay: Tạm ngừng hoạt động một thời gian và trở lại sự nghiệp ca sĩ
Đến tháng 12 năm 2015, Thu Thủy đã đánh dấu sự trở lại với MV "Sẽ thôi khóc vì anh". Đây là một bản nhạc dance hiện đại được nhạc sĩ Đỗ Hiếu sáng tác và hòa âm. Thu Thủy khai thác vẻ quyến rũ, sexy với vũ đạo sôi động trong MV mới
Tháng 8 năm 2016, Thu Thủy sẽ tập trung quảng bá cho ca khúc Em sẽ quên thôi trước khi phát hành những ca khúc tiếp theo trong dự án ballad của mình.
Năm 2017, Thu Thủy trở lại sản phẩm mới với ca khúc Yêu hết lòng có được chân thành tuy phát hành gần đây nhưng đã nhận được khá nhiều phản hồi tích cực từ khán giả. Đó là lý cô bắt tay thực hiện MV mới để gửi lời tri ân người hâm mộ. Sau khi ra mắt MV Yêu hết lòng có được chân thành, Thu Thủy sẽ tiếp tục cho ra mắt thêm một số ca khúc Pop Ballad cùng một số dự án khác.
Tháng 2 năm 2018, Thu Thủy vẫn tiếp tục chính thức phát hành MV cùng tên "Hết Yêu". Bản ballad đầy cảm xúc, lắng đọng được chắp bút, một người em trong nhóm đã âm thầm tìm đến bởi nhạc sĩ Nguyễn Minh Cường. Lý do mời Liêu Hà Trinh đóng chung MV vì cả hai đều trải qua một mối tình đau khổ, và họ đồng cảm với nhau điều đó. Đây cũng là món quà mà nữ ca sĩ muốn tri ân khán giả vì đã luôn yêu thương, ủng hộ cô suốt thời gian qua.
Tháng 4 năm 2018, Thu Thủy chính thức tung Lyrics video mới nhất của mình mang tên "Mẹ con ta luôn có nhau" trong bữa tiệc sinh nhật tuổi lên 3 của cậu con trai tên là Henry. Ca khúc được nhạc sĩ Nguyễn Minh Cường lấy cảm hứng sáng tác sau khi đọc được những tâm sự của Thu Thủy trên trang facebook cá nhân nhiều tháng qua.
Vào ngày 11 tháng 8 năm 2019, Thu Thủy được tham gia bất ngờ xuất hiện tại chương trình Ơn giời cậu đây rồi! mùa 6 với vai trò khách mời. Thu Thủy đã chinh phục khán giả và dành tặng cho Thu Thủy chiếc cúp người chiến thắng của Ơn giời cậu đây rồi! tập 3 mùa 6 với số điểm vote 96/100.
Ngày 4 tháng 12 năm 2019, Thu Thủy vừa cho ra mắt bản cover với MV Yêu làm chi của nhạc sĩ Sỹ Luân. Điểm nhấn là phần rap do Ti Kull thể hiện, anh được biết đến là nhóm BIA Band.
Ngày 22 tháng 6 năm 2020, Thu Thủy được ra mắt MV "Con mạnh mẽ lắm con ơi" với Ca khúc mới có giai điệu khá nhẹ nhàng, vui tươi do nhạc sĩ Duy Anh sáng tác. Cô muốn hát tặng cho thiên thần nhỏ sắp chào đời, đây là một món quà vô cùng đặc biệt mà nữ ca sĩ muốn dành cho em bé.
Ngày 8 tháng 7 năm 2020, Thu Thủy và thành viên cũ cùng Ngọc Châu, Thu Ngọc của nhóm Mây Trắng được khách mời tham gia trong các chương trình Bí Kíp Vàng trên truyền hình HTV7.
Ngày 15 tháng 9 năm 2020, Thu Thủy vẫn quyết định ghi âm cho ra mắt ca khúc Nào em có khóc do nhạc sĩ Duy Anh để dành tặng khán giả.
Ngày 17 tháng 1 năm 2021, Thu Thủy vẫn xuất hiện trong tổ chức kỉ niệm 5 tháng thành lập thương hiệu mỹ phẩm cùng Be.O.Vi tại sự kiện Pink Diamond được diễn ra trên một du thuyền 5 sao sang trọng, đẳng cấp ở TP. Hồ Chí Minh. Với sự tham gia của khách mời: ca sĩ Ưng Hoàng Phúc, Dj BB, MC Trí Thuận.
Ngày 18 tháng 8 năm 2023, Thu Thủy chính thức trở lại làng nhạc với ra mắt MV "Kết Thúc Khi Chưa Bắt Đầu". Đây tiếp tục là một ca khúc thuộc dòng nhạc Pop Ballad vốn là sở trường của Thu Thủy. Ca khúc này do nhạc sĩ trẻ Nguyễn Quốc Thống sáng tác.

## Đời tư
Cô cũng đã kết hôn 2 lần. Người chồng đầu tiên là doanh nhân Lucas Huỳnh Nhất Phương (sinh năm 1984). Thu Thủy với Lucas có 1 người con trai tên Henry (sinh năm 2015). Hai người đã đột ngột ly hôn vào năm 2017.
Ngày 17 tháng 7 năm 2019, sau khi tổ chức hôn lễ tại Đà Lạt, Thu Thủy và Nguyễn Quang Trí (tên biệt danh là Kin Nguyễn, sinh năm 1994) đã chính thức tổ chức đám cưới ở thành phố Hồ Chí Minh dưới sự chứng kiến của hai bên gia đình, bạn bè và đồng nghiệp trong showbiz. Ngày 23 tháng 9 năm 2020, Thu Thủy đã sinh em bé thứ hai cũng là con đầu lòng Kin Nguyễn là con gái tên Lana.

## Danh sách đĩa nhạc
Danh sách các album đã được phát hành:
- 2006: Album Vol.1 Con Đường Tôi Đi
- 2006: Album Không Cần Phải Hứa Đâu Em (với Lương Bằng Quang, Phạm Khánh Hưng, Thanh Thảo)
- 2007: Album Vol.2 Viên Kẹo Mới
- 2008: Album Vol.3 Candy 180
- 2010: Album Vol.4 Microphone
- 2011: Album Riêng Mình Tôi
- 2012: Album Vol.5 Đến Khi Nào Quên
- 2013: Album The G-invasion - Cuộc Đổ Bộ Của Các Cô Gái (với Đông Nhi, Windy Quyên, Bảo Thy, Trang Pháp, Khổng Tú Quỳnh)

Danh sách các single đã được phát hành:
- 2011: Single Riêng Mình Tôi
- 2013: Single Khẽ
- 2014: Single Thiếu Anh Chẳng Dễ Để Bắt Đầu
- 2015: Single Sẽ Thôi Khóc Vì Anh
- 2016: Single Em Sẽ Quên Thôi
- 2017: Single Phố Thị (The Remix 2017)
- 2017: Single Bắt Đầu Một Kết Thúc hợp tác với Ưng Hoàng Phúc
- 2017: Single Yêu Hết Lòng Có Được Chân Thành

## Bài hát
Năm 1990 - 1999: Ca nhạc Thiếu Nhi sẽ tư cách là ca sĩ solo Thu Thủy
| Ca Khúc |
| --- |
| - Vườn cây của ba - Cây chổi rơm - Chú heo lười - Cô bé bán sữa - Con công hay múa (múa phụ hoạ cho Ngọc Linh) - Về biển - Con cóc là cậu ông trời - Đá dế - Hổng dám đâu (hợp tác với Anh Thúy) - Nói với em - Đồng dao xanh - Lời mẹ ru - Mùa xuân đến - Chúc mừng giáng sinh (hợp tác với Yến Trang, Diễm Quỳnh) - Con cò và cá sặc (hợp tác với Ngọc Châu, Thu Ngọc, Yến Trang, Duy Uyên, Nguyệt Anh) - Tiếng ve gọi hè (hợp tác Ngọc Châu, Yến Trang, Duy Uyên, Nguyệt Anh) |

Năm 2003 - nay: Phát triển ca sĩ độc lập tư cách là Thu Thủy
| Năm  | Ca khúc |
| ---- | --- |
| 2003 | - Mỗi Người Một Nơi (hợp tác cùng Ưng Hoàng Phúc) - Trở Về (hợp tác cùng Ưng Hoàng Phúc) - Em Yêu Mà Anh Đâu Có Hay - Căn Phòng Thinh Lặng |
| 2006 | - Con Đường Tôi Đi - Tình Đến Rồi Đi - Lời Chia Tay Dễ Nói Thế Sao Anh - Em Cứ Ngỡ Rằng - Mong Anh Quay Về - Sao Em Vẫn Yêu - Lời Trái Tim Em - Anh Tin Mình Đã Cho Nhau Một Kỷ Niệm (hợp tác cùng Lương Bằng Quang) - Dù Anh Đã Xa - Áo Trắng - Về Với Yêu Thương - Đêm Tình Yêu (hợp tác cùng nhóm N9) - Cớ Sao Hỡi Người - Giấc Mơ Mùa Xuân - Mong Đợi Ngậm Ngùi (hợp tác cùng Quang Vinh)                                                                                         |
| 2007 | - Viên Kẹo Mới - Think Of You - Vì Nhớ Vì Yêu - Có Bao Giờ Anh Biết - Giật Mình Em Mất Anh - Một Ngày Vắng Anh Với Em Thật Vô Nghĩa - Lời Chia Tay Dễ Nói Thế Sao Anh (Remix version) - Lời Hứa - Love Love Love - 1001 đêm - Ta Đành Mất Nhau (hợp tác cùng Ưng Đại Vệ) - Mãi Giấu Tên Anh |
| 2008 | - Đã Cho Em Biết Yêu Lần Nữa - Mong Bình Yên Về Cho Anh - Ánh Mắt Ấy - Ngày Tháng Năm Đợi Anh - Khóc - For You - Hàng Mi Xé Cay - Tỉnh Giấc (hợp tác cùng Lam Trường) - Nơi Đó - Cơn Mê - Yêu - Anh - Chờ Mãi Một Tình Yêu - Kẹo Bông Gòn - Một Que Diêm Một Ước Mơ |
| 2009 | - Chiếc Ô Thời Gian - Cơn Mưa Hạ - Căn Phòng Thinh Lặng (Version 2009) - Thanh Chocolate Ghép Tôi (hợp tác cùng Quang Vinh) - Cảm Giác Khi Được Yêu (hợp tác cùng Quang Vinh) - Ánh Trăng Ở Bên Em - Mãi Yêu Người (hợp tác cùng nhóm Mây Trắng) - Summer Rain - Candy - Hiểu Lầm (hợp tác cùng Quang Vinh) - Nắng Sân Trường - Tình Mãi Đắm Say - Em Sẽ Là Giấc Mơ - Liên khúc Top Hits - Cô Đơn Mình Em (hợp tác cùng Đông Nhi) - Định Mệnh Ta Gặp nhau (hợp tác cùng Ngô Kiến Huy) |
| 2010 | - Microphone - Không Thể Cùng Anh (Think of you 2) - Nuối Tiếc Một Vòng Tay - Goodbye - Vì Em Sai Rồi - My Name Is Juicy Candy - Đi Về Phía Biển - Không Phải Là Em - Chuyện Tình Buồn - Sorry My Baby - Liên khúc Microphone - Hữu Tình (hợp tác cùng Lương Bích Hữu) |
| 2011 | - Nuối Tiếc Một Vòng Tay (Ballad Version) - Liên khúc Sao Em Vẫn Yêu,Lời Chia Tay Dễ Nói Thế Sao Anh (Remix) - Riêng Mình Tôi - Người Đang Yêu - Đã Không Còn Là Anh - Người Không Hình Bóng (hợp tác cùng Ngô Kiến Huy) - Tàu Về Quê Hương (hợp tác cùng nhóm The Men) - Liên khúc Giáng Sinh (hợp tác cùng Nghệ sĩ) |
| 2012 | - Đến Khi Nào Quên - Ghép - Lòng Vẫn Còn Vương - Để Mãi Yêu Anh - Đi Ngược Con Đường - Tìm Trong Hư Vô - Người Về - Mất - Người Em Đã Yêu - Bước Bên Em (hợp tác cùng nhóm M.Code) - Liên khúc Tình Ca (hợp tác cùng Wanbi Tuấn Anh) - Yêu Trong Niềm Đau (hợp tác cùng Wanbi Tuấn Anh) |
| 2013 | - Khẽ - Người Em Đã Yêu (Remix version) - Nhớ - Khúc Hạ (hợp tác cùng nhóm TVM, Hải Băng, Thu Ngọc) - Nụ cười Còn Mãi (hợp tác cùng Wanbi Tuấn Anh, Tốp Ca) - Romeo & Juliet (hợp tác cùng Chí Thiện) |
| 2014 | - Thiếu Anh Chẳng Dễ Để Bắt Đầu - Ai Quên Được Ai - Khoảng Cách - Ngày Của Đôi Ta - Du Xuân - Bài Tango Xa Rồi (hợp tác cùng Tim, Hồ Vĩnh Khoa) - Quê Hương Mùa Xuân (hợp tác cùng Minh Thư, Bảo Thy, Như Quỳnh) |
| 2015 | - Sẽ Thôi Khóc Vì Anh - Lời Thề (hợp tác cùng Lương Bằng Quang) |
| 2016 | - Em Sẽ Quên Thôi - Phút Giây Giao Thừa (hợp tác cùng Ưng Hoàng Phúc) |
| 2017 | - Nói Yêu Em Vậy Đi - Yêu Hết Lòng Có Được Chân Thành - Tan Trong Mưa Bay - Gia Đình Tôi Chọn (hợp tác cùng nhiều nghệ sĩ WePro) - Xích Lô (The Remix 2017) - Taxi (The Remix 2017) - Đường Đêm (The Remix 2017) - Sài Gòn (The Remix 2017) - Bắt Đầu Một Kết Thúc (hợp tác cùng Ưng Hoàng Phúc) - Mỗi Người Một Nơi (hợp tác cùng Ưng Hoàng Phúc) |
| 2018 | - Hết Yêu - Mẹ Con Ta Luôn Có Nhau - Chẳng Qua Nỗi Nhớ Vẫn Đong Đầy - Nước Mắt Đêm Mưa (hợp tác cùng nhóm The Men) - Think Of You (Remix Version) |
| 2019 | - Thanh Xuân Từng Đẹp Đến Thế - Feel Your Love (hợp tác cùng Kin Nguyễn) - Yêu Làm Chi (hợp tác cùng Ti Kull) |
| 2020 | - Giai Điệu Mùa Xuân (hợp tác cùng Ưng Hoàng Phúc) - Mong Anh Quay Về (Remix ver) - Thanh Xuân Còn Lại Bao Nhiêu - Con Mạnh Mẽ Lắm Con Ơi (hợp tác cùng Kin Nguyễn) - Cho Em Yêu Anh Hơn (hợp tác cùng Kin Nguyễn) - Nào Em Có Khóc |
| 2022 | - Thanh Socola Ghép Đôi (Piano ver) cùng với Quang Vinh |
| 2023 | - Tiếc cho anh - Mashup Think of you & Em lại nhớ anh rồi (hợp tác cùng Tuệ Phương) - Nói đi là đi (Cover) - Và như thế em đi (Cover) - Vầng trăng cô đơn (hợp tác cùng Ưng Hoàng Phúc) - Làm sao tốt cho cả hai (hợp tác cùng Ưng Hoàng Phúc) - Kết thúc khi chưa bắt đầu |
| 2024 | - Lãng quên chiều thu - Nguyện ước - Có thế thôi đó |

## Video ca nhạc
| Năm  | Tên bài hát                          | Đạo diễn                              | Hợp tác                      |
| ---- | ------------------------------------ | ------------------------------------- | ---------------------------- |
| 2003 | Mỗi người một nơi                    | Quang Huy                             | Ưng Hoàng Phúc               |
| 2005 | Giấc Mơ Mùa Xuân                     | Đoàn Minh Tuấn                        |                              |
| 2006 | Lời chia tay dễ nói thế sao anh      | Lâm Lê Dũng                           |                              |
| 2006 | Sao em vẫn yêu                       | Lâm Lê Dũng                           |                              |
| 2006 | Mong anh quay về                     | Đoàn Minh Tuấn                        | Nguyễn Hoàng Duy             |
| 2006 | Anh tin mình đã cho nhau một kỷ niệm | Đoàn Minh Tuấn                        | Lương Bằng Quang             |
| 2007 | Think of you                         | Alex March                            |                              |
| 2007 | Vì nhớ vì yêu                        | Alex March                            |                              |
| 2007 | Có bao giờ anh biết                  | Alex March                            |                              |
| 2007 | Viên kẹo mới (Behind the scenes ver) | Alex March                            |                              |
| 2008 | Đã cho em biết yêu lần nữa           | Danny Nguyễn                          |                              |
| 2008 | Mong bình yên về cho anh             | Danny Nguyễn                          |                              |
| 2008 | Tỉnh giấc                            | Phạm Hoài Nam                         | Lam Trường                   |
| 2010 | Microphone                           | MHKK                                  |                              |
| 2010 | Không thể cùng anh                   | MHKK                                  |                              |
| 2010 | Nuối tiếc một vòng tay               | MHKK                                  |                              |
| 2010 | Vì em sai rồi                        | MHKK                                  |                              |
| 2010 | Goodbye                              | MHKK                                  |                              |
| 2010 | Chuyện tình buồn                     | MHKK                                  |                              |
| 2010 | Christmas Don't Be Late              | MHKK                                  |                              |
| 2011 | My name is juicy Candy               | MHKK                                  |                              |
| 2011 | Riêng mình tôi                       | Neo Production                        |                              |
| 2011 | Nuối tiếc một vòng tay (Ballad ver)  | MHKK                                  |                              |
| 2011 | Đã không còn là anh                  | MHKK                                  |                              |
| 2011 | Liên khúc Giáng Sinh                 | Yantv                                 | Hợp ca                       |
| 2012 | Đến khi nào quên                     | Pompatama                             |                              |
| 2012 | Người em đã yêu                      | Neo Production                        |                              |
| 2012 | Lòng vẫn còn vương                   | Neo Production                        |                              |
| 2012 | Bước bên em                          | Trần Thăng Long                       | nhóm M.Code                  |
| 2013 | Khẽ                                  | Neo Production                        |                              |
| 2013 | Khúc hạ                              | Bec Seven (Pink House Entertainment)  | nhóm TVM, Thu Ngọc, Hải Băng |
| 2014 | Ai quên được ai                      | Uyên Thư                              |                              |
| 2014 | Thiếu anh chẳng dễ để bắt đầu        | Lan Pham                              |                              |
| 2014 | Khoảng cách                          |                                       |                              |
| 2015 | Sẽ thôi khóc vì anh                  | Mai Khang                             |                              |
| 2017 | Nói yêu em vậy đi                    | Candy Production                      |                              |
| 2017 | Yêu hết lòng có được chân thành      | Candy Production                      |                              |
| 2017 | Tan trong mưa bay                    | Candy Production                      |                              |
| 2017 | Gia đình tôi chọn                    |                                       | nhiều nghệ sĩ WePro          |
| 2018 | Hết yêu                              | Nguyễn Khoa                           |                              |
| 2019 | Thanh xuân từng đẹp đến thế          | Lê Hà Nguyên                          |                              |
| 2019 | Feel your love                       | Tiki                                  | Kin Nguyễn                   |
| 2019 | Yêu làm chi (Cover)                  | Candy Production                      | Ti Kull                      |
| 2020 | Con mạnh mẽ lắm con ơi               | 8 Village                             | Kin Nguyễn                   |
| 2023 | Tiếc cho anh                         | THU THUY ENTERTANMENT                 |                              |
| 2023 | Mỗi người một nơi (2023 version)     | THU THUY ENTERTANMENT, Ưng Hoàng Phúc | Ưng Hoàng Phúc               |
| 2023 | Kết thúc khi chưa bắt đầu            | K.NQ                                  |                              |
| 2024 | Có thế thôi đó                       | THU THUY ENTERTANMENT                 |                              |

## Phim đã tham gia
| Năm  | Tựa phim                         | Vai       | Thể loại             | Đạo diễn          | Chú thích             |
| ---- | -------------------------------- | --------- | -------------------- | ----------------- | --------------------- |
| 1993 | Cổ tích Việt Nam 3: Người Hóa Dế | Công chúa | Phim video thiếu nhi | Nguyễn Minh Chung | Vai phụ               |
| 2010 | Quý cô tuổi dần                  | Mi Mi     | VTV1                 | Lê Văn Thảo       | Vai chính             |
| 2021 | Sói Già (Mad Wolf)               | Ngọc      | Phim điện ảnh        | Lê Bảo Trung      | Vai chính (Tập 1 - 5) |

## Các tiết mục trình diễn trên sân khấu
(Danh sách chưa đầy đủ)
| Năm  | Ca khúc                                                                               | Thể hiện với                                                                              | Chương trình                            |
| ---- | ------------------------------------------------------------------------------------- | ----------------------------------------------------------------------------------------- | --------------------------------------- |
| 2000 | Gót Hồng                                                                              | (Mây Trắng: Thu Ngọc, Ngọc Châu, Yến Trang, Anh Thúy), Thanh Thảo, Minh Thư, 1088         | Hoa hậu Việt Nam 2000                   |
| 2000 | Đến Với Tình Yêu                                                                      | (Mây Trắng: Thu Ngọc, Ngọc Châu, Yến Trang, Anh Thúy), Thanh Thảo                         | Hoa hậu Việt Nam 2000                   |
| 2000 | Chào Em, Chào Xinh Tươi                                                               | (Mây Trắng: Thu Ngọc, Ngọc Châu, Yến Trang, Anh Thúy), Thu Phương                         | Hoa hậu Việt Nam 2000                   |
| 2001 | Ước Mơ Thành Sự Thật (Debut Stage)                                                    | (Mây Trắng: Thu Ngọc, Ngọc Châu, Yến Trang, Yến Nhi)                                      | Giai Điệu Tình Yêu                      |
| 2001 | Bóng cả                                                                               | (Mây Trắng: Thu Ngọc, Ngọc Châu, Yến Trang, Yến Nhi)                                      | Giai Điệu Tình Yêu                      |
| 2001 | Bóng cả, Ngóng Trông                                                                  | (Mây Trắng: Thu Ngọc, Ngọc Châu, Yến Trang, Yến Nhi)                                      | Thế Giới Nghệ Sĩ                        |
| 2001 | Mây Trắng                                                                             | (Mây Trắng: Thu Ngọc, Ngọc Châu, Yến Trang, Yến Nhi)                                      | Nhịp Cầu Âm nhạc                        |
| 2001 | Thành phố Không Có Mùa Đông                                                           | (Mây Trắng: Thu Ngọc, Ngọc Châu, Yến Trang, Yến Nhi)                                      | Nhịp Cầu Âm nhạc                        |
| 2001 | Ngóng Trông                                                                           | (Mây Trắng: Thu Ngọc, Ngọc Châu, Yến Trang, Yến Nhi)                                      | Giai Điệu Tình Yêu                      |
| 2001 | Thời Thơ Âu Đã Xa                                                                     | (Mây Trắng: Thu Ngọc, Ngọc Châu, Yến Trang, Yến Nhi)                                      | Giai Điệu Tình Yêu                      |
| 2001 | Dáng Xưa                                                                              | (Mây Trắng: Thu Ngọc, Ngọc Châu, Yến Trang, Yến Nhi), Minh Quân                           | Làn Sóng Xanh 2001                      |
| 2002 | Ai Ai Ai                                                                              | (Mây Trắng: Thu Ngọc, Ngọc Châu, Yến Trang, Yến Nhi)                                      | Giai Điệu Tình Yêu                      |
| 2002 | Bay lên vì sao                                                                        | (Mây Trắng: Thu Ngọc, Ngọc Châu, Yến Trang, Yến Nhi)                                      | Giai Điệu Tình Yêu                      |
| 2002 | Mãi yêu người                                                                         | (Mây Trắng: Thu Ngọc, Ngọc Châu, Yến Trang, Yến Nhi)                                      | Giai Điệu Tình Yêu                      |
| 2002 | Ước Mơ                                                                                | (Mây Trắng: Thu Ngọc, Ngọc Châu, Yến Trang, Yến Nhi)                                      | Nhịp Cầu Âm nhạc                        |
| 2002 | Xin Chào Anh                                                                          | (Mây Trắng: Thu Ngọc, Ngọc Châu, Yến Trang, Yến Nhi)                                      | Giai Điệu Tình Yêu                      |
| 2002 | Nghìn Trùng Phôi Pha                                                                  | (Mây Trắng: Thu Ngọc, Ngọc Châu, Yến Trang, Yến Nhi)                                      | Giai Điệu Tình Yêu                      |
| 2002 | Ước Mơ Thành Sự Thật                                                                  | (Mây Trắng: Thu Ngọc, Ngọc Châu, Yến Trang, Yến Nhi)                                      | Live Show Hãy Giữ Lấy Tình Yêu          |
| 2002 | Liên khúc Ngóng Trông, Ôi Tình Yêu                                                    | (Mây Trắng: Thu Ngọc, Ngọc Châu, Yến Trang, Yến Nhi), Thanh Thảo                          | Live Show Búp Bê Đẹp Xinh               |
| 2002 | Áo dài Ơi                                                                             | (Mây Trắng: Thu Ngọc, Ngọc Châu, Yến Trang, Yến Nhi)                                      | Hoa hậu Việt Nam 2002                   |
| 2003 | Mỗi Người Một Nơi                                                                     | Ưng Hoàng Phúc                                                                            | Giai Điệu Tình Yêu                      |
| 2003 | Em Yêu Mà Anh Đâu Có Hay                                                              | Solo                                                                                      | Giai Điệu Tình Yêu                      |
| 2003 | Trở Về                                                                                | Ưng Hoàng Phúc                                                                            | Giai Điệu Tình Yêu                      |
| 2003 | Căn Phòng Tĩnh Lặng                                                                   | Solo                                                                                      | Giai Điệu Tình Yêu                      |
| 2004 | Dù Anh Sẽ Không Là Người Em Yêu                                                       | (H.A.T: Phạm Quỳnh Anh, Lương Bích Hữu), Ưng Hoàng Phúc                                   | Giai Điệu Tình Yêu                      |
| 2004 | Anh Không Muốn Bất Công Với Em                                                        | (H.A.T: Phạm Quỳnh Anh, Lương Bích Hữu), Ưng Hoàng Phúc                                   | Giai Điệu Tình Yêu                      |
| 2004 | Cổ Tích Anh Và Em                                                                     | (H.A.T: Phạm Quỳnh Anh, Lương Bích Hữu), Vương Khang                                      | Giai Điệu Tình Yêu                      |
| 2004 | Em Thích Anh                                                                          | (H.A.T: Phạm Quỳnh Anh, Lương Bích Hữu)                                                   | Giai Điệu Tình Yêu                      |
| 2004 | Là Anh Đó                                                                             | (H.A.T: Phạm Quỳnh Anh, Lương Bích Hữu)                                                   | Nhóm Ca và Bạn Trẻ                      |
| 2004 | Vâng chính em                                                                         | (H.A.T: Phạm Quỳnh Anh, Lương Bích Hữu)                                                   | Giai Điệu Tình Yêu"                     |
| 2005 | Mong Anh Quay Về                                                                      | Solo                                                                                      | Giai Điệu Tình Yêu"                     |
| 2005 | Dù Anh Đã Xa                                                                          | Solo                                                                                      | Thế giới Vpop                           |
| 2005 | Anh Tin Mình Đã Cho Nhau Một Kỷ Niệm                                                  | Lương Bằng Quang                                                                          | Thế giới Vpop                           |
| 2006 | Con Đường Tôi Đi                                                                      | Solo                                                                                      | Trò Chuyện với Ngôi Sao                 |
| 2006 | Lời Trái Tim Anh                                                                      | Solo                                                                                      | Yomost Valentine 2006                   |
| 2006 | Tình Đến Rồi Đi                                                                       | Solo                                                                                      | Nốt Nhạc Vui                            |
| 2006 | Áo Trắng                                                                              | Solo                                                                                      | Quà Tặng Trái Tim                       |
| 2006 | Sao Em Vẫn Yêu                                                                        | Solo                                                                                      | Saigon Teen                             |
| 2006 | Cánh Hồng                                                                             | Solo                                                                                      | Quà Tặng Trái Tim                       |
| 2006 | Mong Đợi Ngậm Ngùi                                                                    | Quang Vinh                                                                                | Saigon Teen                             |
| 2007 | Love Love Love                                                                        | Solo                                                                                      | Giai Điệu Tình Yêu                      |
| 2007 | Em Cứ Ngỡ Rằng (Remix ver)                                                            | Solo                                                                                      | M4U Bar                                 |
| 2007 | Viên Kẹo Mới                                                                          | Solo                                                                                      | Âm nhạc Của Tôi                         |
| 2007 | Vì Nhớ Vì Yêu                                                                         | Solo                                                                                      | Âm nhạc Của Tôi                         |
| 2007 | Lời Chia Tay Dễ Nói Thế Sao Anh (Remix ver)                                           | Solo                                                                                      | Sắc Màu V-Teen                          |
| 2007 | Một Ngày Vắng Anh                                                                     | Solo                                                                                      | Giai Điệu Tình Yêu                      |
| 2008 | Kẹo Bông Gòn                                                                          | Solo                                                                                      | Giai Điệu Tình Yêu                      |
| 2008 | Đã Cho Em Biết Yêu Lần Nữa                                                            | Solo                                                                                      | Thế giới Vpop                           |
| 2008 | Ánh Mắt Ấy                                                                            | Solo                                                                                      | 2! idol                                 |
| 2008 | Yêu                                                                                   | Solo                                                                                      | Thế giới Vpop                           |
| 2008 | Một Quế Diêm, Một Ước Mơ                                                              | Solo                                                                                      | Thế giới Vpop                           |
| 2009 | Ngày Tết Quê Em                                                                       | Solo                                                                                      | Giai Điệu Kết Nối                       |
| 2009 | Mây Trắng                                                                             | Thu Ngọc, Ngọc Châu, Yến Trang, Anh Thúy                                                  | Live Show Mây Trắng: Night of 9         |
| 2009 | Ước Mơ Thành Sự Thật                                                                  | Thu Ngọc, Ngọc Châu, Yến Trang, Yến Nhi                                                   | Live Show Mây Trắng: Night of 9         |
| 2009 | Ngày Tháng Năm Đợi Anh                                                                | Solo                                                                                      | Live Show Mây Trắng: Night of 9         |
| 2009 | Nhớ                                                                                   | Thu Ngọc, Ngọc Châu, Yến Trang, Anh Thúy, Yến Nhi, Hải Băng                               | Live Show Mây Trắng: Night of 9         |
| 2009 | Tình Bạn                                                                              | Thu Ngọc, Ngọc Châu, Yến Trang, Anh Thúy, Yến Nhi, Hải Băng                               | Live Show Mây Trắng: Night of 9         |
| 2009 | Cô Đơn Mình Em                                                                        | Đông Nhi                                                                                  |                                         |
| 2009 | Nhớ                                                                                   | Thu Ngọc, Ngọc Châu, Yến Trang, Anh Thúy, Hải Băng                                        | Album Vàng                              |
| 2009 | Định Mệnh Ta Gặp nhau                                                                 | Ngô Kiến Huy                                                                              | Yeah1 Hot Music                         |
| 2009 | Nắng Sân Trường                                                                       | Solo                                                                                      | Hòa Nhịp Bạn Trẻ                        |
| 2009 | Ngồi Trường Dấu Yêu                                                                   | Hoàng Hải, Mắt Ngọc (Thúy Nga, Duy Uyên, Hoàng Oanh)                                      | Hòa Nhịp Bạn Trẻ                        |
| 2009 | LK Em Mong Chờ Anh, Em Sẽ là Giấc Mơ                                                  | Hoàng Hải                                                                                 | Hòa Nhịp Bạn Trẻ                        |
| 2009 | Con Đường Tôi Đi                                                                      | Mr Sam                                                                                    | Hòa Nhịp Bạn Trẻ                        |
| 2009 | Cơn Mưa Hạ                                                                            | Solo                                                                                      | Candy Summer Show                       |
| 2009 | Căn Phòng Thinh Lặng                                                                  | Solo                                                                                      | Candy Summer Show                       |
| 2009 | Thanh Chocolate Ghép Đôi                                                              | Quang Vinh                                                                                | Candy Summer Show                       |
| 2009 | Cảm Giác Khi Được Yêu                                                                 | Quang Vinh                                                                                | Candy Summer Show                       |
| 2009 | Đã Cho Em Biết Yêu Lần Nữa                                                            | Solo                                                                                      | Candy Summer Show                       |
| 2009 | Tỉnh Giấc                                                                             | Lam Trường                                                                                | Candy Summer Show                       |
| 2009 | Candy                                                                                 | Solo                                                                                      | Candy Summer Show                       |
| 2009 | Liên Khúc Top Hits                                                                    | Solo                                                                                      | Candy Summer Show                       |
| 2009 | Mãi Yêu Người                                                                         | Mây Trắng (Thu Ngọc, Ngọc Châu, Hải Băng)                                                 | Candy Summer Show                       |
| 2010 | Căn Phòng Tĩnh Lặng                                                                   | Solo                                                                                      | Yeah1 Hot Music                         |
| 2010 | Chiếc Ô Thời Gian                                                                     | Solo                                                                                      | Yeah1 Hot Music                         |
| 2010 | Xin Hãy Thứ Tha                                                                       | Hồ Ngọc Hà, Minh Hằng, Thủy Tiên, Đông Nhi                                                | Yeah1 Hot Music                         |
| 2011 | Người Em Đã Yêu                                                                       | Solo                                                                                      | Quà Tặng Tình Yêu                       |
| 2013 | Nhớ                                                                                   | Solo                                                                                      | Âm nhạc Và Bước Nhảy 7/2013             |
| 2013 | Romeo & Juliet                                                                        | Chí Thiện                                                                                 | Gala Nhạc Việt 2 - Con Đường Tình Yêu   |
| 2014 | Mộng Chiều Xuân                                                                       | Bảo Thy, Minh Thư                                                                         | Hương Tết Việt                          |
| 2014 | Quê Hương Mùa Xuân                                                                    | Bảo Thy, Minh Thư, Tiêu Châu Như Quỳnh                                                    | Gala Nhạc Việt 3 - Hương Sắc Tết Việt   |
| 2014 | Du Xuân                                                                               | Solo                                                                                      | Gala Nhạc Việt 3 - Hương Sắc Tết Việt   |
| 2014 | Bài Tango Xa Rồi                                                                      | Tim, Hồ Vĩnh Khoa                                                                         | Gala Nhạc Việt 4 - Những Giấc Mơ Trở Về |
| 2015 | Lời Thề                                                                               | Lương Bằng Quang                                                                          | Gala Nhạc Việt 6 - Câu Chuyện Tình Tôi  |
| 2016 | Phút Giây Giao Thừa                                                                   | Ưng Hoàng Phúc                                                                            | Gala Nhạc Việt 7 - Tết Trong Tâm Hồn    |
| 2016 | Đón Tết Quê Hương                                                                     | Minh Thư, Yến Trang, Thanh Ngọc, Ái Phương, Bảo Thy, Giang Hồng Ngọc, Tiêu Châu Như Quỳnh | Gala Nhạc Việt 7 - Tết Trong Tâm Hồn    |
| 2017 | Mashup: Xích Lô, Taxi, Đường Đêm, Sài Gòn Sài Gòn                                     | Quốc Thiên                                                                                | The Remix - Hòa Âm Ánh Sáng 2017        |
| 2017 | Nói Yêu Em Vậy Đi                                                                     | Solo                                                                                      | TodayTV - MTV                           |
| 2017 | Mỗi Người Một Nơi                                                                     | Ưng Hoàng Phúc                                                                            | Chuyện Tối Nay Với Thành                |
| 2017 | Mỗi Người Một Nơi                                                                     | Solo                                                                                      | Giọng Ải Giọng Ai 2 \| tập 7            |
| 2018 | Anh Không Muốn Bất Công Với Em                                                        | Ưng Hoàng Phúc, Phạm Quỳnh Anh                                                            | Live Show ƯHP Tái Sinh                  |
| 2018 | Mỗi Người Một Nơi                                                                     | Ưng Hoàng Phúc                                                                            | Live Show ƯHP Tái Sinh                  |
| 2018 | Sẽ Thôi Khóc Vì Anh                                                                   | Solo                                                                                      | Hòa Âm Ánh Sáng                         |
| 2018 | Anh Không Muốn Bất Công Với Em                                                        | Ưng Hoàng Phúc                                                                            | ĐÊM NHẠC EDM LỚN NHẤT MIỀN TRUNG        |
| 2019 | Em Tin Mình Đã Cho Nhau Một Kỷ Niệm                                                   | Solo                                                                                      | Âm nhạc Và Bước Nhảy 8/2019             |
| 2019 | Hài kịch:                                                                             | Trường Giang, Hữu Tín, Lê Trang                                                           | Ơn Giời Cậu Đây Rồi 2019 (tập 3)        |
| 2019 | Thanh Xuân Từng Đẹp Đến Thế                                                           | Solo                                                                                      | Giọng Ải Giọng Ai 4 Tập 1               |
| 2019 | FEEL YOUR LOVE                                                                        | Solo                                                                                      | Siêu Nhí Đấu Trí                        |
| 2020 | Giai Điệu Mùa Xuân                                                                    | Ưng Hoàng Phúc                                                                            | Gala Nhạc Việt 14: Tết 2020             |
| 2021 | MASHUP HIT Viên Kẹo Mới-Love Love Love-Lời Chia Tây Dễ Nói Thế Sao Anh-Sao Em Vẫn yêu | Solo                                                                                      | Thu Thủy Memorise                       |
| 2021 | Là Anh Đó                                                                             | Solo                                                                                      | Thu Thủy Memorise                       |
| 2021 | Think of you                                                                          | Solo                                                                                      | Thu Thủy Memorise                       |
| 2022 | Nắng Xuân Rạng Ngời                                                                   | Solo                                                                                      | The Spring Concert Và Thé Là Tết        |
| 2022 | Một Người Một Nơi                                                                     | Ưng Hoàng Phúc                                                                            | Mây Lang Thang                          |
| 2022 | Trở Về                                                                                | Ưng Hoàng Phúc                                                                            | Mây Lang Thang                          |
| 2023 | Nói đi là đi                                                                          |                                                                                           | Khu Vườn Thanh Âm                       |
| 2023 | Và như thế em đi                                                                      |                                                                                           | Khu Vườn Thanh Âm                       |
| 2023 | Vầng Trăng Cô Đơn                                                                     | Ưng Hoàng Phúc                                                                            | Khu Vườn Thanh Âm                       |
| 2023 | Làm Sao Tốt Cho Cả Hai                                                                | Ưng Hoàng Phúc                                                                            | Mây Lang Thang (Đà Lạt)                 |
| 2023 | Sao Em Vẫn Yêu                                                                        |                                                                                           | Mây Lang Thang (Đà Lạt)                 |

## Quảng cáo
| Năm  | Hãng                                                         | Danh phận                           |
| ---- | ------------------------------------------------------------ | ----------------------------------- |
| 2009 | Bói Tình Yêu (với Quang Vinh) - Aloxinh                      |                                     |
| 2020 | Be.o.vi Body Too White (Thay Màu Da Đổi Cuộc Đời)            | Đại sứ thương hiệu khu vực Hàn Quốc |
| 2020 | Be.o.vi Whitening BaTh Too White (Tắm Trắng Dâu Tây Sữa Non) | Đại sứ thương hiệu khu vực Hàn Quốc |
| 2022 | Bereovi Body Improve                                         | Đại sứ thương hiệu khu vực Hàn Quốc |
| 2022 | Be Serum - Be Face Cream                                     | Đại sứ thương hiệu khu vực Việt Nam |
| 2022 | Be Bereovl - Be Candy Peach (Tẩy tế bào chết)                | Đại sứ thương hiệu khu vực Hàn Quốc |

## Giải thưởng
| 2008 | Album Vàng                         | Top Album 2008      |                                                                                      | Viên Kẹo Mới (Vol.2) | Đoạt giải |      |                           |                |                                     |  |           |
| 2009 | Làn Sóng Xanh                      | Nữ ca sĩ triển vọng |                                                                                      |                      | Đoạt giải |      |                           |                |                                     |  |           |
| 2014 | Bước nhảy hoàn vũ                  | Quán quân           | Bản thân & Daniel Nikolov Denev                                                      |                      | Đoạt giải | 2014 | Ai là triệu phú 30/5/2014 | 30.000.000 VNĐ | Bản thân & Diễn viên nhí Thuận Hưng |  | Đoạt giải |
| 2014 | Giải Bóng đá Vô địch Thế giới 2014 | Á quân              | Bản thân & Daniel Nikolov Denev, Lionel Messi , HLV Nguyễn Danh Tùng, Tạ Quang Thắng |                      | Đoạt giải |      |                           |                |                                     |  |           |
| 2019 | Ơn giời cậu đây rồi!               | Tình huống          | Bản thân & Trường Giang                                                              |                      | Đoạt giải |      |                           |                |                                     |  |           |